# Park w Mirocinie Górnym
Park w Mirocinie Górnym – zabytkowy park krajobrazowy w Mirocinie Górnym, w województwie lubuskim.

## Historia
Park powstał w XIX wieku, podczas przebudowy dworu w Mirocinie Górnym okoliczny ozdobny  i gospodarczy ogród (z końca XVII wieku) przekształcono w park. W parku powstała także fontanna/basen parkowy (obecnie zrujnowana i niedziałająca). Do parku przylegają ruiny dworu z dwoma sztucznymi stawami przedzielonymi groblą. Na wyspie na jednym ze stawów znajduje się właśnie dwór.
Na terenie parku znajduje się dębowa aleja.
Park ma dzisiaj około 7 hektarów powierzchni (z czego 1,4 hektara to tereny wodne) i stanowi własność gminy Kożuchów.

## Roślinność
W parku rosną: klony zwyczajne, jesiony wyniosłe, dęby szypułkowe, graby, świerki pospolite, buki zwyczajne, jawory, topole osiki, dęby czerwone, daglezje zielone, kasztanowce zwyczajne, wiązy szypułkowe, sosny wejmutki, modrzewie europejskie, wiązy szypułkowe, brzozy brodawkowate, a także bluszcz pospolity, zawilec gajowy, ziarnopłon, podagrycznik i gwiazdnica wielkokwiatowa.
W parku rośnie buk zwyczajny o ponad 4 metrowym obwodzie pnia.

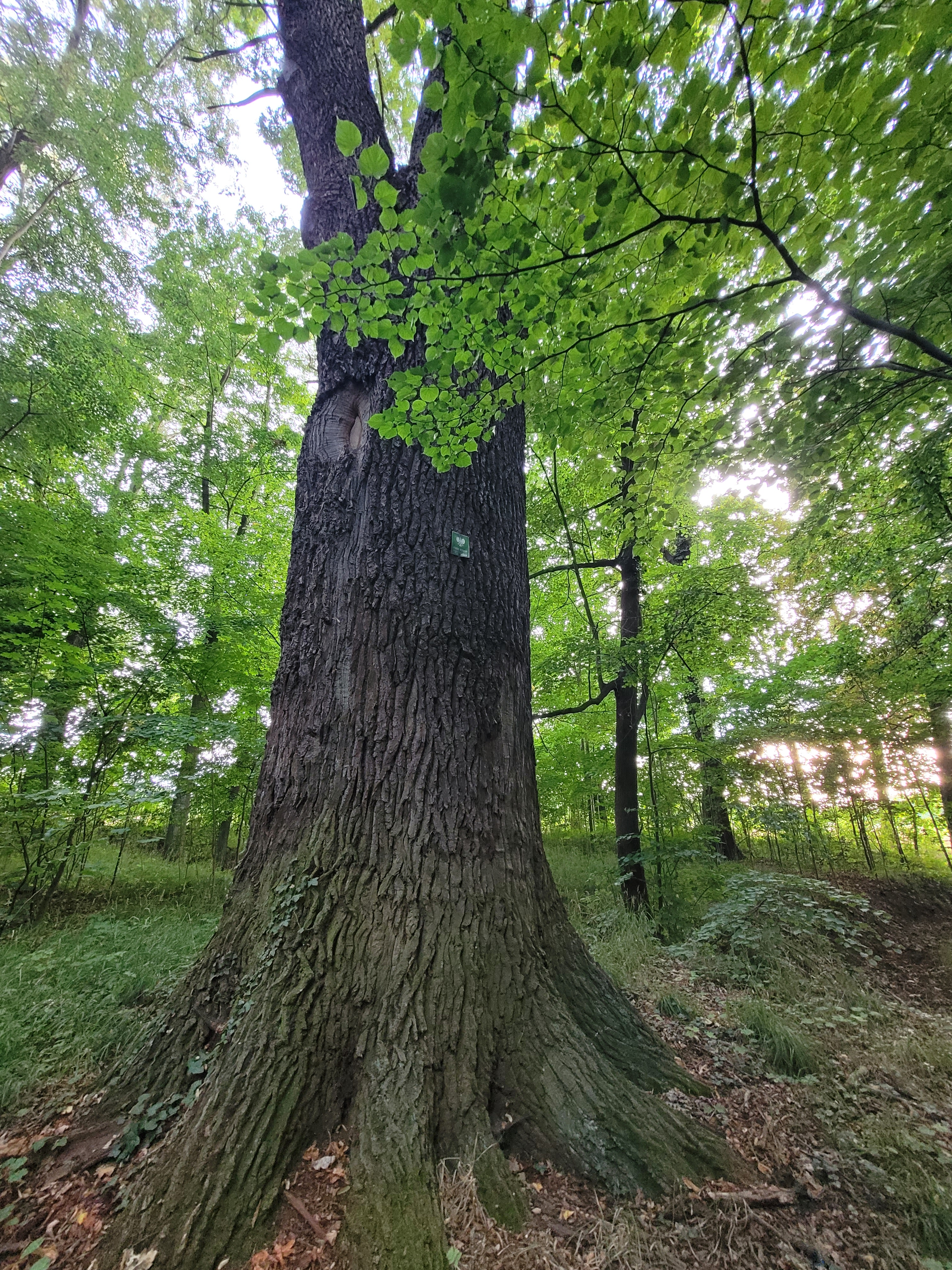
Drzewo - Pomnik Przyrody w parku w Mirocinie Górnym

## Zobacz także
- Mirocin Górny
- Dwór w Mirocinie Górnym